# Veslování na Letních olympijských hrách 1972
Veslování na Letních olympijských hrách 1972 v Mnichově.

## Medailisté

### Muži
| Disciplína              | Zlato | Stříbro | Bronz |
| Skif                    | Jurij Malyšev · Sovětský svaz (URS) | Alberto Demiddi · Argentina (ARG) | Wolfgang Güldenpfennig · Německá demokratická republika (GDR) |
| Dvojskif                | Sovětský svaz (URS) · Alexandr Timošinin · Gennadij Koršikov                                                                                         | Norsko (NOR) · Frank Hansen · Svein Thøgersen | Německá demokratická republika (GDR) · Joachim Böhmer · Uli Schmied |
| Dvojka bez kormidelníka | Německá demokratická republika (GDR) · Siegfried Brietzke · Wolfgang Mager                                                                           | Švýcarsko (SUI) · Heinrich Fischer · Alfred Bachmann | Nizozemsko (NED) · Roel Luynenburg · Ruud Stokvis |
| Dvojka s kormidelníkem  | Německá demokratická republika (GDR) · Wolfgang Gunkel · Jörg Lucke · Klaus-Dieter Neubert                                                           | Československo (TCH) · Oldřich Svojanovský · Pavel Svojanovský · Vladimír Petříček                                                                                          | Rumunsko (ROU) · Ştefan Tudor · Petre Ceapura · Ladislau Lovrenski |
| Čtyřka bez kormidelníka | Německá demokratická republika (GDR) · Frank Forberger · Frank Rühle · Dieter Grahn · Dieter Schubert                                                | Nový Zéland (NZL) · Dick Tonks · Dudley Storey · Ross Collinge · Noel Mills                                                                                                 | Západní Německo (FRG) · Joachim Ehrig · Peter Funnekötter · Franz Held · Wolfgang Plottke |
| Čtyřka s kormidelníkem  | Západní Německo (FRG) · Peter Berger · Hans-Johann Färber · Gerhard Auer · Alois Bierl · Uwe Benter                                                  | Německá demokratická republika (GDR) · Dietrich Zander · Reinhard Gust · Eckhard Martens · Rolf Jobst · Klaus-Dieter Ludwig                                                 | Československo (TCH) · Otakar Mareček · Karel Neffe · Vladimír Jánoš · František Provazník · Vladimír Petříček                                                                                               |
| Osmiveslice             | Nový Zéland (NZL) · Tony Hurt · Wybo Veldman · Dick Joyce · John Hunter · Lindsay Wilson · Athol Earl · Trevor Coker · Gary Robertson · Simon Dickie | Spojené státy americké (USA) · Lawrence Terry · Franklin Hobbs · Pete Raymond · Tim Mickelson · Gene Clapp · Bill Hobbs · Cleve Livingston · Mike Livingston · Paul Hoffman | Německá demokratická republika (GDR) · Hans-Joachim Borzym · Jörg Landvoigt · Harold Dimke · Manfred Schneider · Hartmut Schreiber · Manfred Schmorde · Bernd Landvoigt · Heinrich Mederow · Dietmar Schwarz |

## Přehled medailí
| Pořadí | Země                                 | Zlato | Stříbro | Bronz | Celkově |
| ------ | ------------------------------------ | ----- | ------- | ----- | ------- |
| 1      | Německá demokratická republika (GDR) | 3     | 1       | 3     | 7       |
| 2      | Sovětský svaz (URS)                  | 2     | 0       | 0     | 2       |
| 3      | Nový Zéland (NZL)                    | 1     | 1       | 0     | 2       |
| 4      | Západní Německo (FRG)                | 1     | 0       | 1     | 2       |
| 5      | Československo (TCH)                 | 0     | 1       | 1     | 2       |
| 6      | Argentina (ARG)                      | 0     | 1       | 0     | 1       |
| 6      | Norsko (NOR)                         | 0     | 1       | 0     | 1       |
| 6      | Švýcarsko (SUI)                      | 0     | 1       | 0     | 1       |
| 6      | Spojené státy americké (USA)         | 0     | 1       | 0     | 1       |
| 10     | Nizozemsko (NED)                     | 0     | 0       | 1     | 1       |
| 10     | Rumunsko (ROU)                       | 0     | 0       | 1     | 1       |
| Celkem | Celkem                               | 7     | 7       | 7     | 21      |